# Máel Fithrich mac Áedo
Máel Fithrich mac Áedo (mort en 630)  est un roi d'Ailech et un Chef du Cenél nEógain une branche des Uí Néill du Nord. 

## Règne
Máel Fithrich est le fils de l'Ard ri Erenn Áed Uaridnach († 612). Il règne sur Ailech de 628 à 630.
Il est issu d'une lignée du Cenél nEógain dénommée le Cenél maic Ercae qui avait dominé  le royaume d'Ailech jusqu'au règne de son prédécesseur Suibne Menn († 628) de la branche du Cenél Feradaig. En 630 les deux lignées de la famille s'affrontent lors de la bataille de  Leitheirbe et Máel Fithrich est tué en combattant contre le frère de Suibne nommé Ernáine mac Fiachnai († 636). Le Cenél Feradaig contrôlera ensuite le royaume pendant presque tout le VIIe siècle.

## Union et postérité
Máel Fithrich épouse Cacht fille de Muiredach du Dal Fiatach
- Son Máelduin mac Máele Fithrich sera roi d'Ailech.

### Source
- (en) T.M. Charles-Edwards, Early Christian Ireland, Cambridge, Cambridge University Press, 2000, 707 p. (ISBN 0-521-36395-0, lire en ligne)